# UFC Fight Night: Cowboy vs. Gaethje
UFC Fight Night: Cowboy vs. Gaethje (conosciuto anche come UFC Fight Night 158 oppure UFC on ESPN+ 16) è stato un evento di arti marziali miste tenuto dalla Ultimate Fighting Championship il 14 settembre 2019 alla Rogers Arena di Vancouver in Canada.

## Risultati
|                          | Divisione             |                  |                 |                       | Metodo                                      | Round           | Tempo           | Premio          |
| Card Principale          | Card Principale       | Card Principale  | Card Principale | Card Principale       | Card Principale                             | Card Principale | Card Principale | Card Principale |
| ------------------------ | --------------------- | ---------------- | --------------- | --------------------- | ------------------------------------------- | --------------- | --------------- | --------------- |
|                          | Pesi leggeri          | Justin Gaethje   | batte           | Donald Cerrone        | KO tecnico (pugni)                          | 1               | 4:18            | POTN            |
|                          | Pesi mediomassimi     | Glover Teixeira  | batte           | Nikita Krylov         | Decisione non unanime (28-29, 29-28, 29-28) | 3               | 5:00            |                 |
|                          | Pesi massimi          | Todd Duffee      | vs.             | Jeff Hughes           | No contest (dita negli occhi)               | 1               | 4:03            |                 |
|                          | Catchweight (172 lbs) | Tristan Connelly | batte           | Michel Pereira        | Decisione unanime (29-28, 29-27, 29-27)     | 3               | 5:00            | FOTN            |
|                          | Pesi medi             | Uriah Hall       | batte           | Antonio Carlos Junior | Decisione non unanime (29-28, 28-29, 29-28) | 3               | 5:00            |                 |
|                          | Pesi mediomassimi     | Misha Tsirkunov  | batte           | Jimmy Crute           | Sottomissione (peruvian necktie)            | 1               | 3:38            | POTN            |
| Card Preliminare (ESPN+) |                       |                  |                 |                       |                                             |                 |                 |                 |
|                          | Pesi massimi          | Augusto Sakai    | batte           | Marcin Tybura         | KO (pugni)                                  | 1               | 0:59            |                 |
|                          | Pesi gallo            | Miles Johns      | batte           | Cole Smith            | Decisione non unanime (28–29, 29–28, 29–28) | 3               | 5:00            |                 |
|                          | Pesi gallo            | Hunter Azure     | batte           | Brad Katona           | Decisione unanime (29-28, 30-27, 29-28)     | 3               | 5:00            |                 |
|                          | Pesi piuma            | Chas Skelly      | batte           | Jordan Griffin        | Decisione non unanime (29–28, 29–28, 29–28) | 3               | 5:00            |                 |
|                          | Pesi gallo            | Louis Smolka     | batte           | Ryan MacDonald        | KO tecnico (pugni)                          | 1               | 4:43            |                 |
|                          | Pesi leggeri          | Austin Hubbard   | batte           | Kyle Prepolec         | Decisione unanime (29–28, 29–28, 29–28)     | 3               | 5:00            |                 |

## Premi
I lottatori premiati ricevettero un bonus di 50.000 dollari.
Legenda:
- FOTN: Fight of the Night (vengono premiati entrambi gli atleti per il miglior incontro dell'evento).

A causa del mancato raggiungimento del peso da parte di Michel Pereira, il bonus totale dell'incontro (100 000 $) è stato attribuito a Tristan Connelly.
- POTN: Performance of the Night (viene premiato il vincitore per la migliore performance dell'evento)